# Klausenkapelle (Meschede)

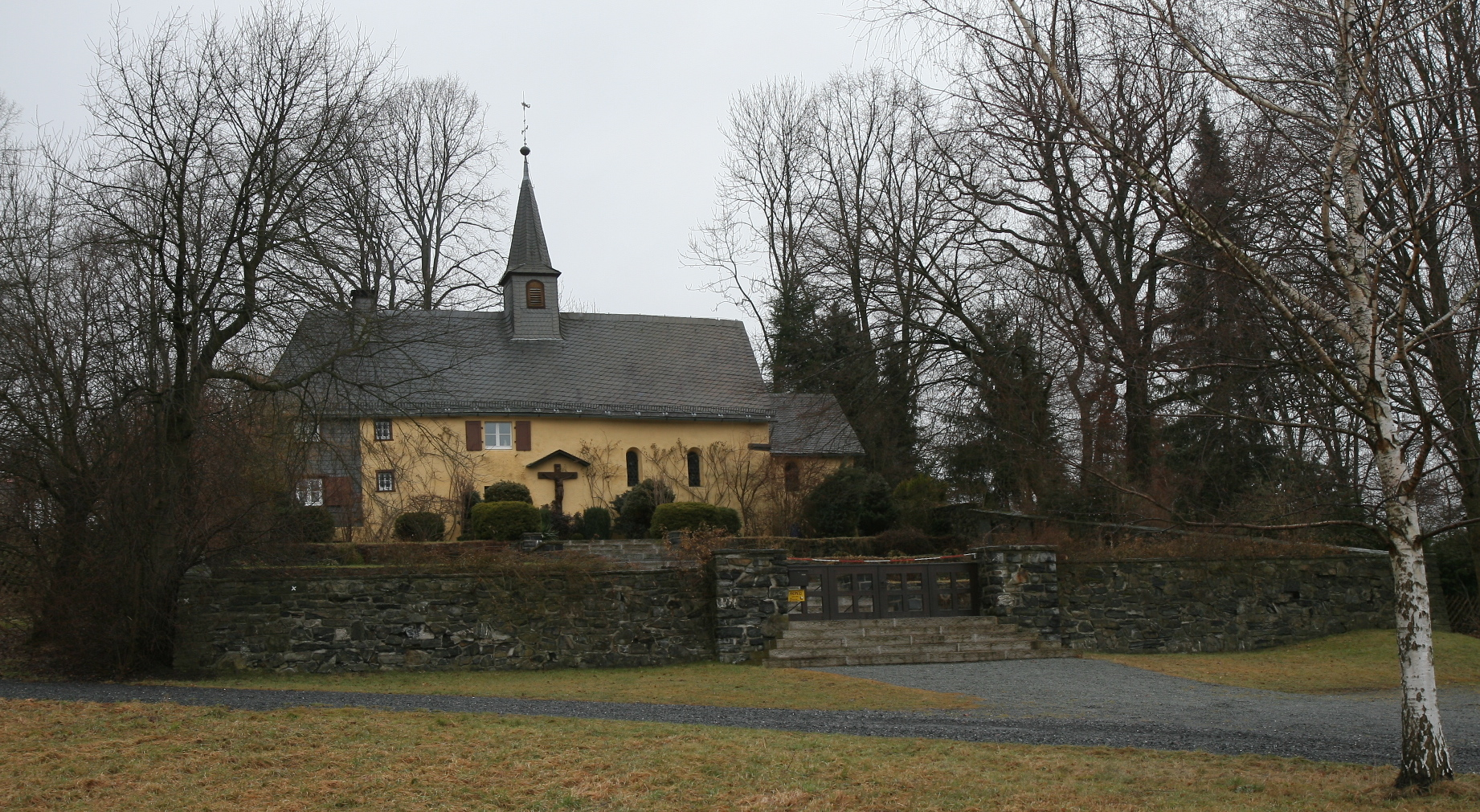
Klausenkapelle

Die Michaelskapelle in Meschede, die in der Region unter dem Namen Klausenkapelle bekannt ist, liegt auf dem nach Norden zur Ruhr steil abfallenden Klausenberg (auch Keppelsberg) im Hochsauerlandkreis. Die Kapelle stammt aus dem 12. Jahrhundert und gehört zu den bekannten Sehenswürdigkeiten der Stadt.
Im Innenraum der Kapelle steht ein kostbarer spätgotischer Schnitzaltar aus dem Kloster Galiläa, wo er dreihundert Jahre bis zur Auflösung des Klosters gestanden hatte; nach der Klosterauflösung wurde er eher zufällig wieder aufgefunden, aufwändig restauriert und in der Klausenkapelle St. Michael aufgestellt. 
Der Kreuzweg zur Klausenkapelle beginnt am Klausenweg 300 Meter östlich der Kapelle gegenüber dem blutschwitzenden Heiland und endet an der Nordseite der Kapelle.

## Geschichte und Architektur
Der Vorgängerbau war eine aus Holz gebaute Kapelle aus dem Anfang des 10. Jahrhunderts, vermutlich befand sich hier vorher eine heidnische Kultstätte. Die Kapelle wurde um 1150 als schlichter romanischer Bau mit dickem, groben Mauerwerk errichtet. Die Wände sind durch Rundbogenfenster gegliedert. Um 1425 wurde eine Klause angegliedert, in dem sich die Jungfrau Kunnecke (Kunigunde Vesvogel) als Klausnerin niederließ. In einer Chronik wird berichtet: Un Dey selve juncfer Kunnecke was wal gelert und sey laes er getide to latyne. Eine Jungfrau Christine aus Köln, eine Verwandte des Mescheder Stiftsdechanten Sievert Hanebom, und Christine Kalverdans aus Attendorn gesellten sich 1439 und 1442 hinzu. Von dem frommen Lebenswandel der Damen beeindruckt, ließ ein Ritter  Freseken eine größere Klause anbauen. Kunigunde verstarb vier Jahre später, ihren Platz nahm Katharina Wewel ein. Der Kölner Erzbischof Dietrich von Moers erteilte 1455 die Genehmigung, das heilige Altarsakrament in der Kapelle aufzubewahren. Der Goldschmied Dramme aus Attendorn fertigte eine kupferne Monstranz an. Gleichzeitig wurde ein Sakramentshäuschen angefertigt. Adelheid Hund aus Meschede kam 1459 als Klausnerin hinzu und 1464 Agnes Reckhardi aus Attendorn. Christine Loer aus Arnsberg wurde 1472 eingekleidet. Als ihre restliche Familie der Pest zum Opfer gefallen war, kaufte sie mit dem geerbten Vermögen für das Kloster einen Hof in Wenholthausen. Als letzte Schwester ist Gertrud Hund urkundlich erwähnt, sie wurde 1474 eingekleidet.

## Dominikanerinnen
Die ersten vier Schwestern lebten ohne Ordensregeln und ohne Ordenstracht. Sie waren Klausnerinnen. Danach kleideten sie sich mit dem Gewand der Dominikanerinnen. Die Einkleidung nahm der Meister Theoderich von Ostinghausen vor. Er erwirkte auch die Erlaubnis dafür, dass den Schwestern 1473 die Übernahme der dritten Regel des Hl. Dominikus gewährt wurde. Der jungen Klostergemeinschaft schickte er seinen früheren Subprior Theoderich von Lünen als geistlichen Berater.

## Kloster
In der Klausenkapelle fand am 18. Februar 1483 eine feierliche Handlung statt: Das Ehepaar Hennecke von Berninghusen schenkte dem Kloster ihre ganze Dorfschaft Hückelheim mit Höfen, Äckern und Wiesen. Die Witwe Hennecke trat nach dem Tod ihres Mannes in das Kloster ein und schenkte ihr gesamtes Vermögen. Die Schenkung ermöglichte den Dominikanerinnen die Errichtung eines Klosters, des Klosters Galiläa, auf eigenem Grund.

## Nach dem Wegzug der Dominikanerinnen

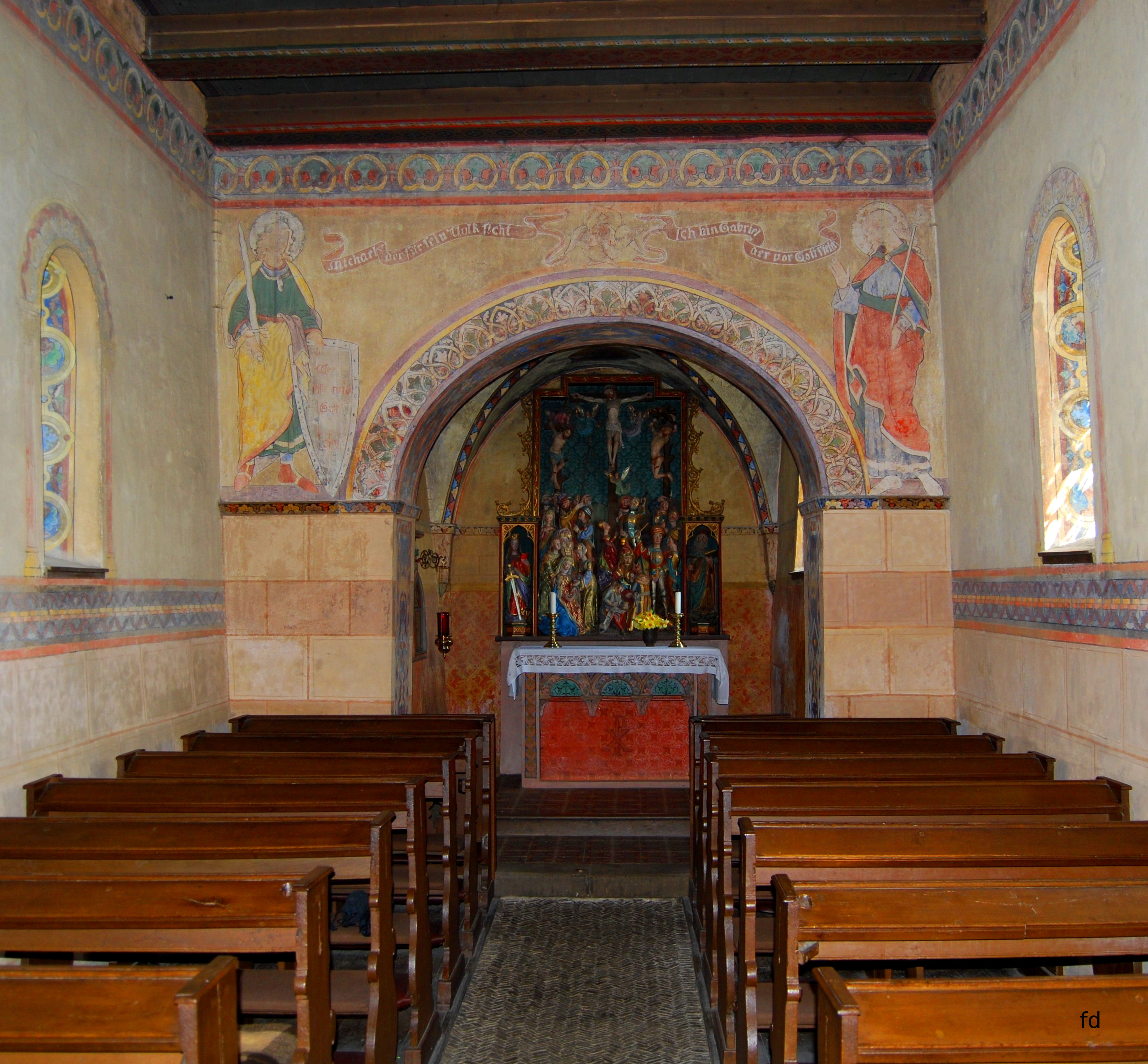
Innenraum

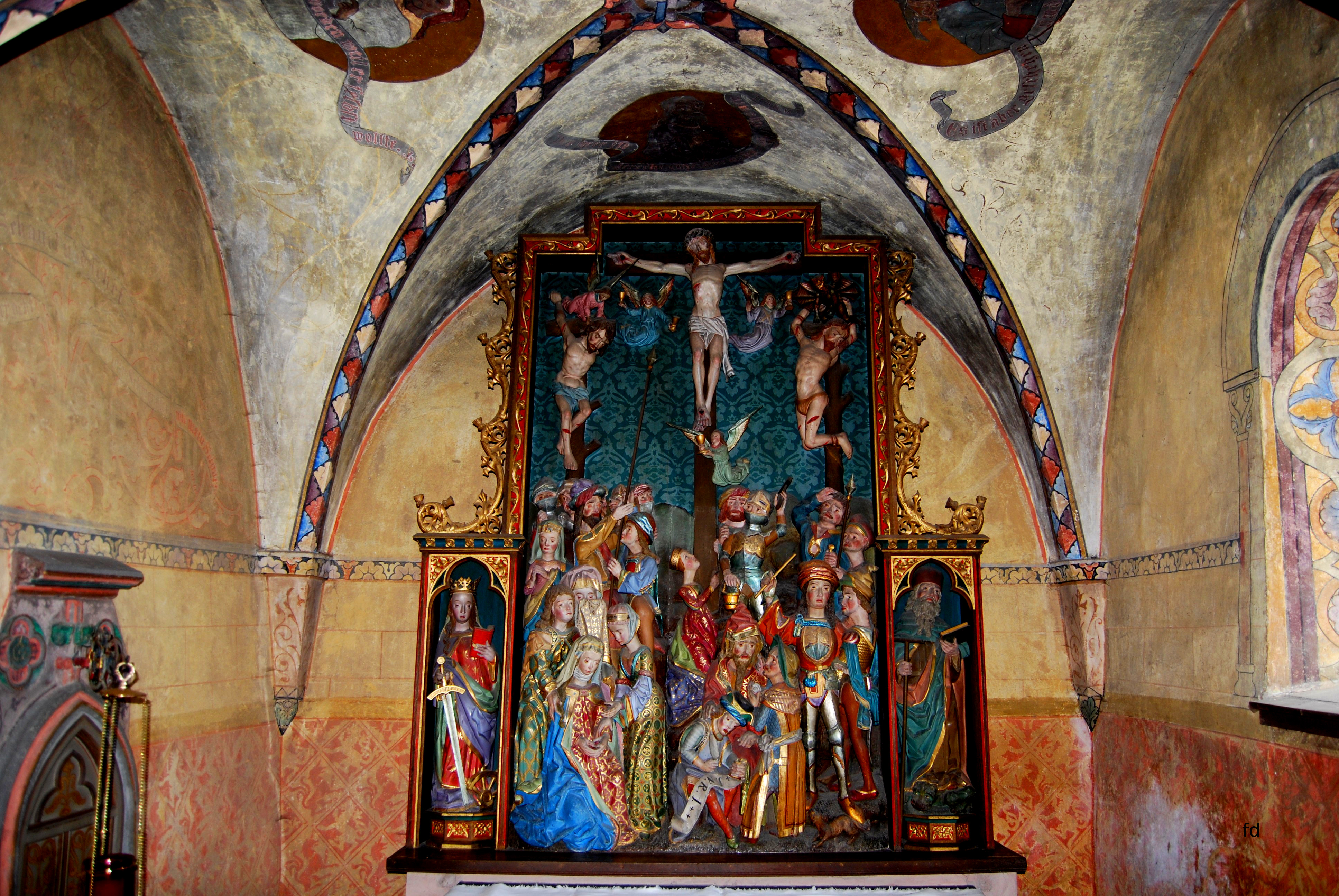
Spätgotischer Schnitzaltar

Die Schwestern feierten alljährlich am Michaelistag einen feierlichen Gottesdienst in der Kapelle, sie verfiel allerdings mehr und mehr. Die Kapelle und der Altar wurden 1647 neu konsekriert. Um 1710 ließ sich ein Eremit mit dem Namen Feldhof nieder. Mehrere Gleichgesinnte zogen hinzu und bildeten eine Eremitage, so wie sie im 18. Jahrhundert an etlichen Orten üblich war. Annette von Droste-Hülshoff berichtet, dass die Eremiten das Glöcklein läuteten, wenn ihnen die Lebensmittel ausgingen. Der letzte Eremit starb 1820. Die Klause kaufte der Graf von Westphalen, ließ sie renovieren und stattete sie mit wertvollen Skulpturen aus. Für die gräfliche Familie wurde 1937 ein Friedhof angelegt.

## Dorn der Krone Christi
Ein Meister Gottschalk Gresemunt erhielt vom König von Frankreich einen Dorn von der Krone Christi, als Dank für die Erziehung der Kinder des Königs. Den Dorn übergab er den Klausnerinnen. In späterer Zeit ist die Reliquie verloren gegangen.

## Bewohner der Klause
- Heinrich Wienand (1875–1939)
- Schwester Erberhardis (bis 1956)
- Fr. Meinr. Waldthaler (1896–1960)
- Pater Hubert Tönnesmann (1928–2003)